# Gare de Strazeele
La gare de Strazeele, parfois nommée Strazeele - Merris à bord des trains[réf. nécessaire], est une gare ferroviaire française de la ligne de Lille aux Fontinettes, située sur le territoire de la commune de Strazeele, à proximité de celui de Merris, dans le département du Nord, en région Hauts-de-France. 
Elle est mise en service en 1848 par la Compagnie des chemins de fer du Nord. Après avoir subi des bombardements et des mitraillages pendant la Première puis la Seconde Guerre mondiale, elle perd son bâtiment voyageurs et devient une simple halte voyageurs de la Société nationale des chemins de fer français (SNCF), désormais desservie par des trains régionaux du réseau TER Hauts-de-France.

## Situation ferroviaire
Établie à 21 mètres d'altitude, la gare de Strazeele est située au point kilométrique (PK) 39,747 de la ligne de Lille aux Fontinettes, entre les gares de Bailleul et d'Hazebrouck.

## Histoire

### Station de la Compagnie du Nord
La station provisoire de Strazzeele est mise en service le 1er septembre 1848 par la Compagnie anonyme du chemin de fer du Nord, lorsqu'elle ouvre à l'exploitation l'embranchement de Lille à Calais et Dunkerque.
Le tableau du classement par produit des gares du département du Nord pour l'année 1862, réalisé par Eugène de Fourcy, ingénieur en chef du contrôle, place la station de Strazeele au 35e rang, et au 97e pour l'ensemble du réseau du Nord, avec un total de 41 066,00 fr. Dans le détail cela représente : 17 171,64 fr pour un total de 12 330 voyageurs transportés, la recette marchandises étant de 1 121,91 fr (grande vitesse) et 22 772,45 fr (petite vitesse).
Les plans du projet définitif du bâtiment voyageurs ont été présentés par la Compagnie en 1864.
La gare est bombardée pendant la Première Guerre mondiale, ses bâtiments sont en ruines à la fin du conflit. En 1919, le conseil général émet un vœu pour que le train du matin venant d'Hazebrouck s'arrête à Strazeele, afin de permettre aux personnes sinistrées logées à Hazebrouck de faire l'aller et le retour dans la journée.

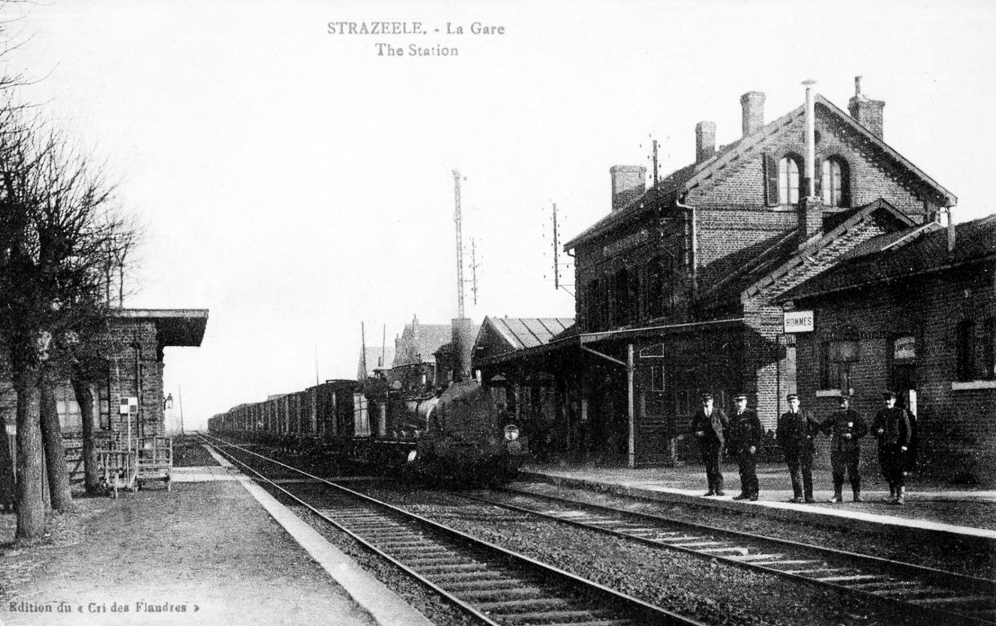
Intérieur de la gare vers 1900.
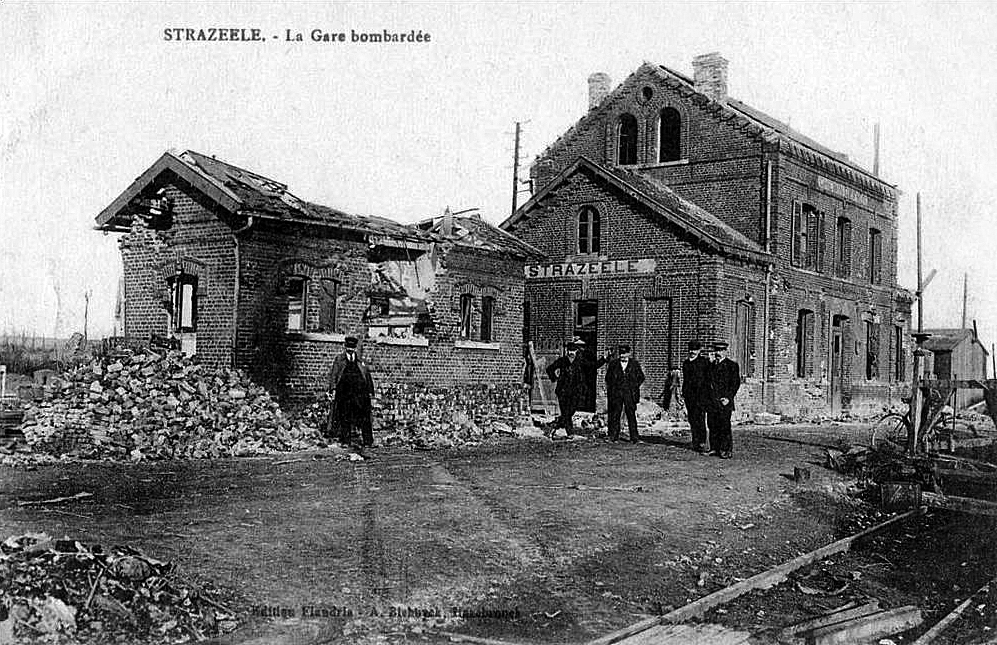
La gare bombardée vers 1918.

### Gare, puis halte de la SNCF
Lors de la Seconde Guerre mondiale la gare est de nouveau utilisée par les diverses armées. Les quais de déchargement de la gare sont utilisés par l'armée française de septembre 1939 jusqu'à l'offensive allemande de juin 1940. Elle est ensuite utilisée par l'armée allemande qui y installe en 1944 un portique de déchargement pour « l'approvisionnement des sites V1 construits dans la région ». Édifié à côté de la voie principale, il permet le transfert dans des camions de ces bombes volantes apportées par des trains spéciaux. Ces opérations s'effectuent sous des filets de camouflage qui n'empêchent pas la gare d'être la cible d'attaques aériennes, notamment les 17 et 28 juin 1944. En septembre 1944, l'armée allemande en retraite fait sauter plusieurs wagons chargés de munitions avant l'arrivée des premiers soldats anglais.

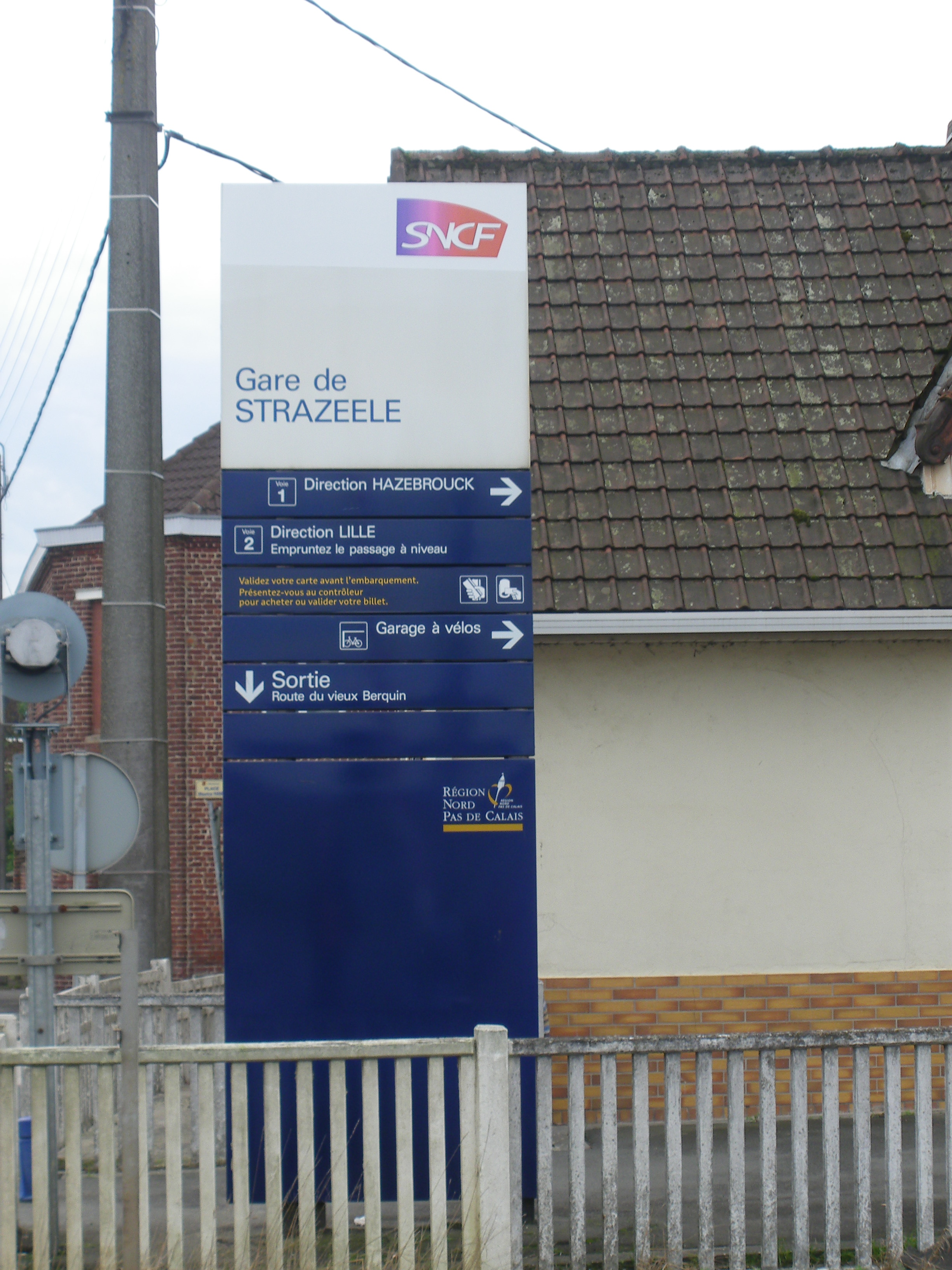
Panneau d'entrée de la gare.

La halte est rénovée au début des années 2010, elle dispose d'un nouvel abri pour les voyageurs sur chaque quai et d'un abri pour les vélos.

## Service des voyageurs

### Accueil
Halte SNCF, c'est un point d'arrêt non géré (PANG) à entrée libre, elle dispose de deux quais avec abris.
La traversée des voies et le passage d'un quai à l'autre s'effectuent par le passage à niveau routier.

### Dessertes
Strazeele est desservie par des trains régionaux TER Hauts-de-France qui effectuent des missions entre les gares de Lille-Flandres et d'Hazebrouck. Cette relation est complétée les samedis dimanches et fêtes par un prolongement jusqu'à Dunkerque.

### Intermodalité
Un abri pour les vélos est aménagé et le stationnement des véhicules est possible à proximité. La ligne 130 du réseau Arc-en-Ciel dessert la halte grâce à un arrêt situé non loin du passage à niveau.

## Galerie de photographies

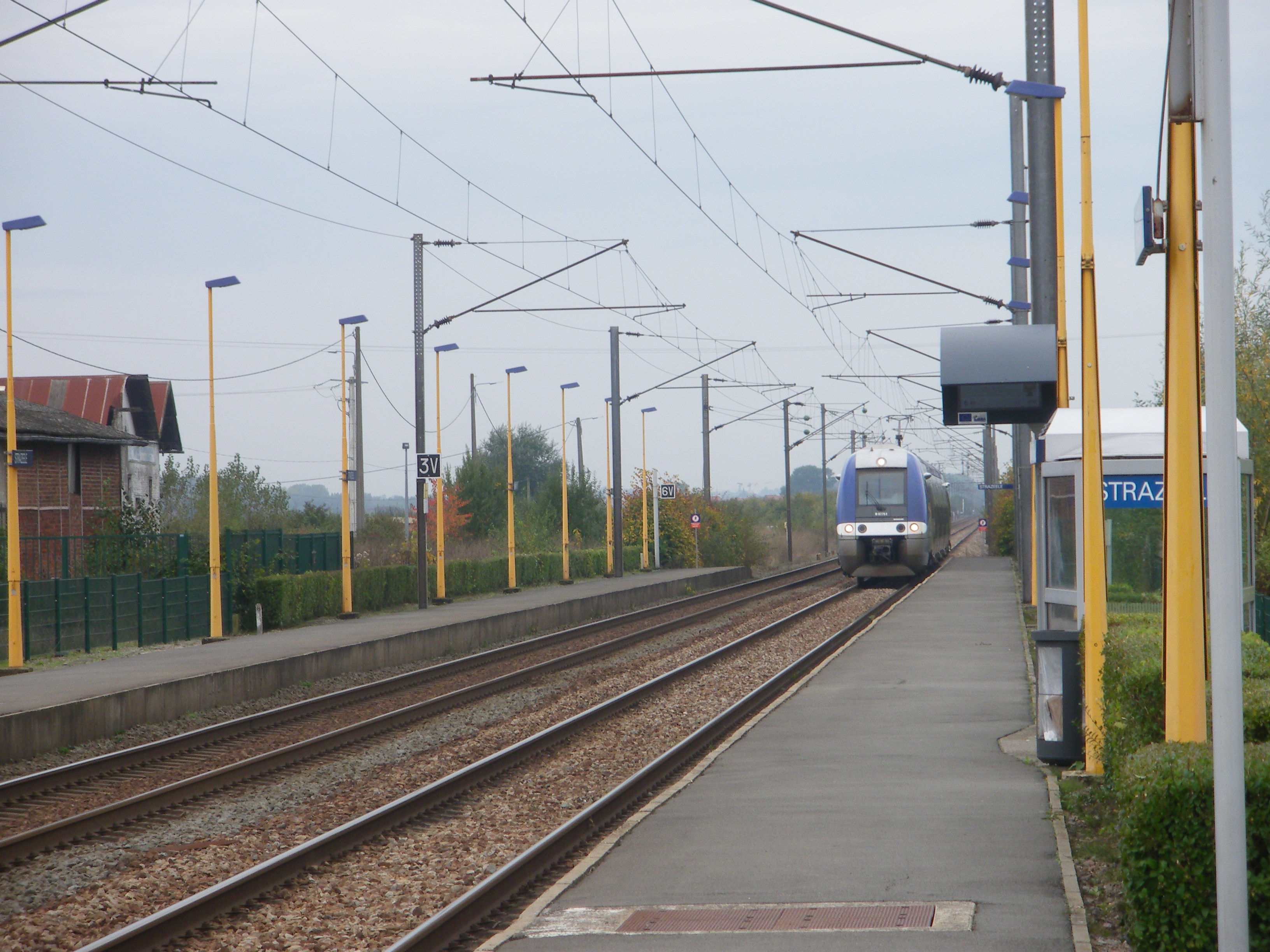
Arrivée d'un TER (2013)
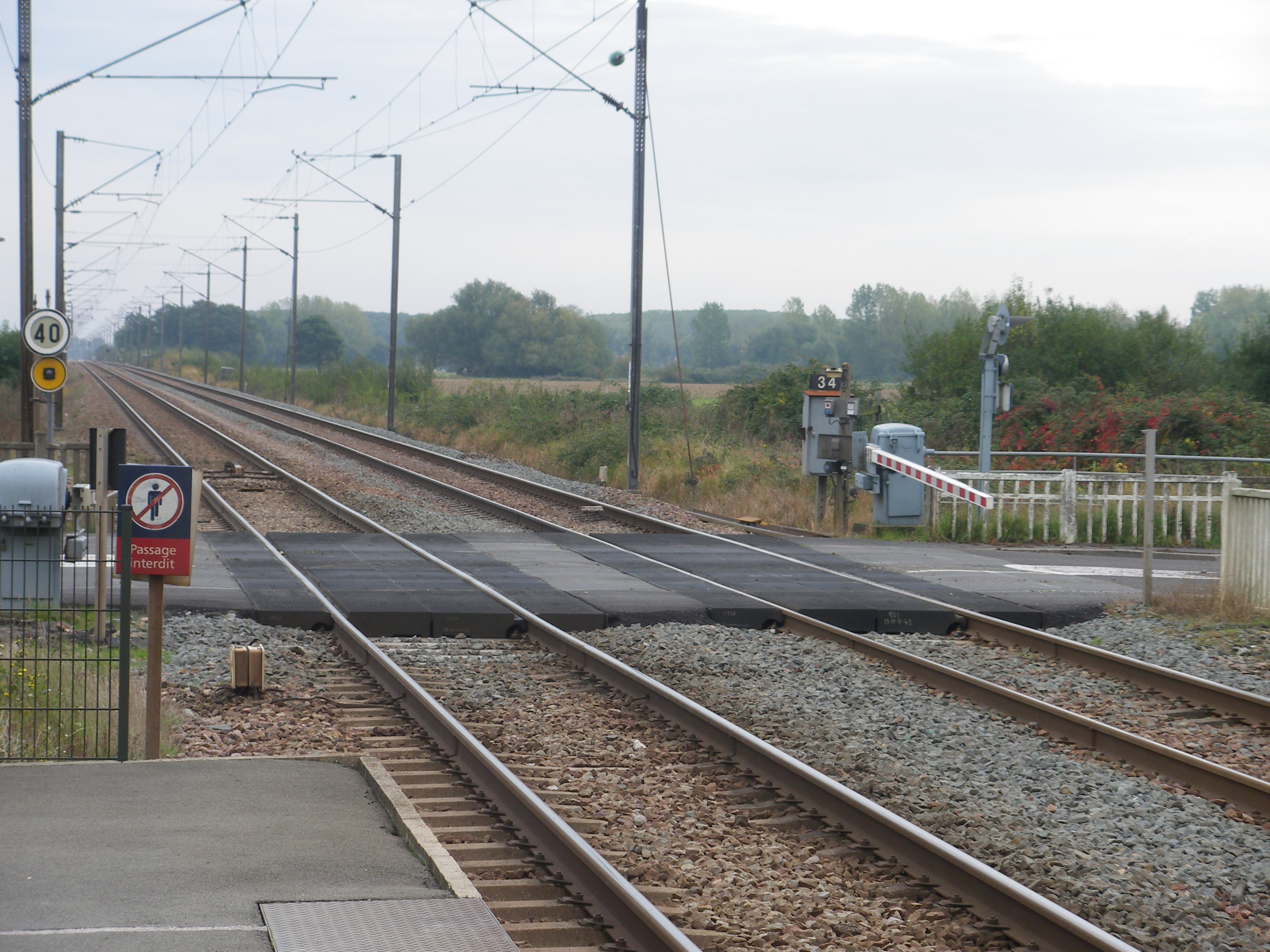
Le passage à niveau (2013)
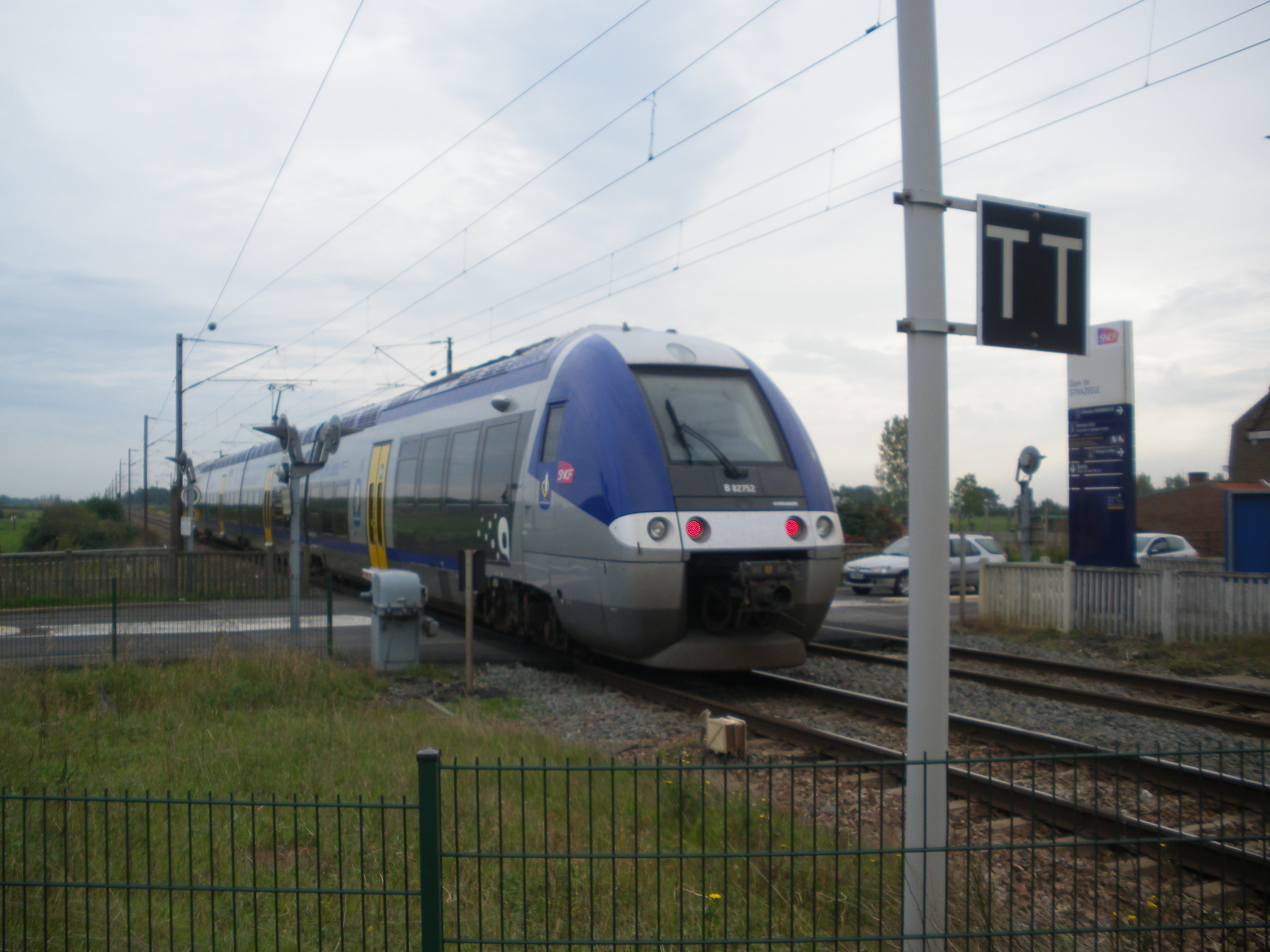
Le TER quitte la halte (2013)